# Lejos estamos mejor
«Lejos estamos mejor» es el tercer y último sencillo del disco debut de la banda mexicana Motel. Salió a principios del mes de diciembre del 2007 con gran repercusión en su país, siendo número uno en la cadena televisiva de MTV y en algunas radios de su país y de Latinoamérica.

## Álbum
El vídeo de la banda se desprende de su tercer sencillo "Lejos estamos mejor", canción que fue estrenada el 10 de diciembre de 2007 en la radio. El vídeo se filmó en noviembre de 2007 y fue realizado por la casa productora Mr. Woo, dirigido por Pablo Dávila y producido por Rafael Ley.
Este vídeo sigue la línea de los dos anteriores, muestra una historia entre dos personajes que viven en un mundo ficticio y que por la letra de la canción habla sobre sentimientos de tristeza y nostalgia.
El video entró en todos los canales de videos y logró posicionarse en MTV dentro del Top 20.

## Listas musicales
| Lista (2007)            | Puesto |
| ----------------------- | ------ |
| México (Los 40)         | 36     |
| Paraguay (Radio Latina) | 14     |